# Eland Mountains
Eland Mountains är ett berg i Antarktis. Det ligger i Västantarktis. Argentina, Chile och Storbritannien gör anspråk på området. Toppen på Eland Mountains är 2 440 meter över havet.
Terrängen runt Eland Mountains är bergig österut, men västerut är den kuperad. Eland Mountains är den högsta punkten i trakten. Trakten är obefolkad. Det finns inga samhällen i närheten.